# Малахитовый зелёный
Малахитовый зелёный (тетраметил-4,4-диаминотрифенилметан) (синонимы: бензоилгрюн, малахитгрюн) — органическое соединение с химической формулой C23H25ClN2, синтетический диаминотрифенилметановый краситель. Зелёные кристаллы, хорошо растворимые в воде и спирте. Его нередко путают с близким по строению веществом — бриллиантовым зелёным (тетраэтил-4,4-диаминотрифенилметан).

## Синтез
Малахитовый зелёный синтезируют конденсацией N,N-диметиланилина с бензальдегидом в кислой среде либо под действием кислот Льюиса (хлорид цинка), при этом образуется лейкооснование красителя, которое затем окисляют до трифенилкарбинола, дегидратирующегося в кислой среде с образованием катиона малахитового зелёного:

## Физические и химические свойства
Тёмно-зелёные кристаллы с металлическим блеском, хорошо растворим в воде и этаноле.
Является кислотно-основным индикатором: в водных растворах в сильнокислой среде имеет жёлтую окраску, при рН 0,1-2,0 окраска переходит в сине-зелёную, в сильнощелочной среде при рН выше 11,6-13,6 обесцвечивается из-за присоединения гидроксила с образованием трифенилкарбинола.
| Сильнокислая среда жёлтый | Переход 1 pH 0.2- pH 1,8 | Нейтральная среда сине-зелёный | Переход 2 pH 11.5 — pH 13.2 | Сильнощелочная среда бесцветный |

## Применение
- в микроскопии для прижизненной окраски клеточных ядер;
- для окраски эритроцитов, яиц аскарид;
- как лекарственное средство в ветеринарии — в частности, при лечении аквариумных рыб от инфекционных заболеваний[2].